# Megamyrmaekion ashae
Megamyrmaekion ashae är en spindelart som beskrevs av Benoy Krishna Tikader och Gajbe 1977. Megamyrmaekion ashae ingår i släktet Megamyrmaekion och familjen plattbuksspindlar. Inga underarter finns listade i Catalogue of Life.